# Crispin van den Broeck
Pour les articles homonymes, voir Vandenbroek.
Crispin van den Broeck, né à Malines en 1523 et mort à Anvers entre 1589 et le 6 février 1591, est un peintre flamand.

## Biographie
D’une famille d'artistes, van den Broeck était le fils de Jan van den Broeck et le frère de Willem van den Broeck et de Hendrick van den Broeck. Probablement formé par son père, il a travaillé comme peintre, dessinateur et graveur. Il a intégré, comme maitre, la guilde de Saint-Luc d’Anvers en 1555-6, où il est devenu citoyen le 19 mai 1559.
À Anvers, il collaborait avec Frans Floris avec qui il est resté jusqu’à la mort du maitre en 1570. Selon Karel van Mander, il a terminé, avec Frans Pourbus l'Ancien, un retable pour le grand-prieur d’Espagne laissé inachevé au moment de la mort de Floris.
Van Mander a également affirmé que Crispin van den Broek était « un bon inventeur… habile dans les grands nus et tout aussi bon comme architecte ».

## Thèmes

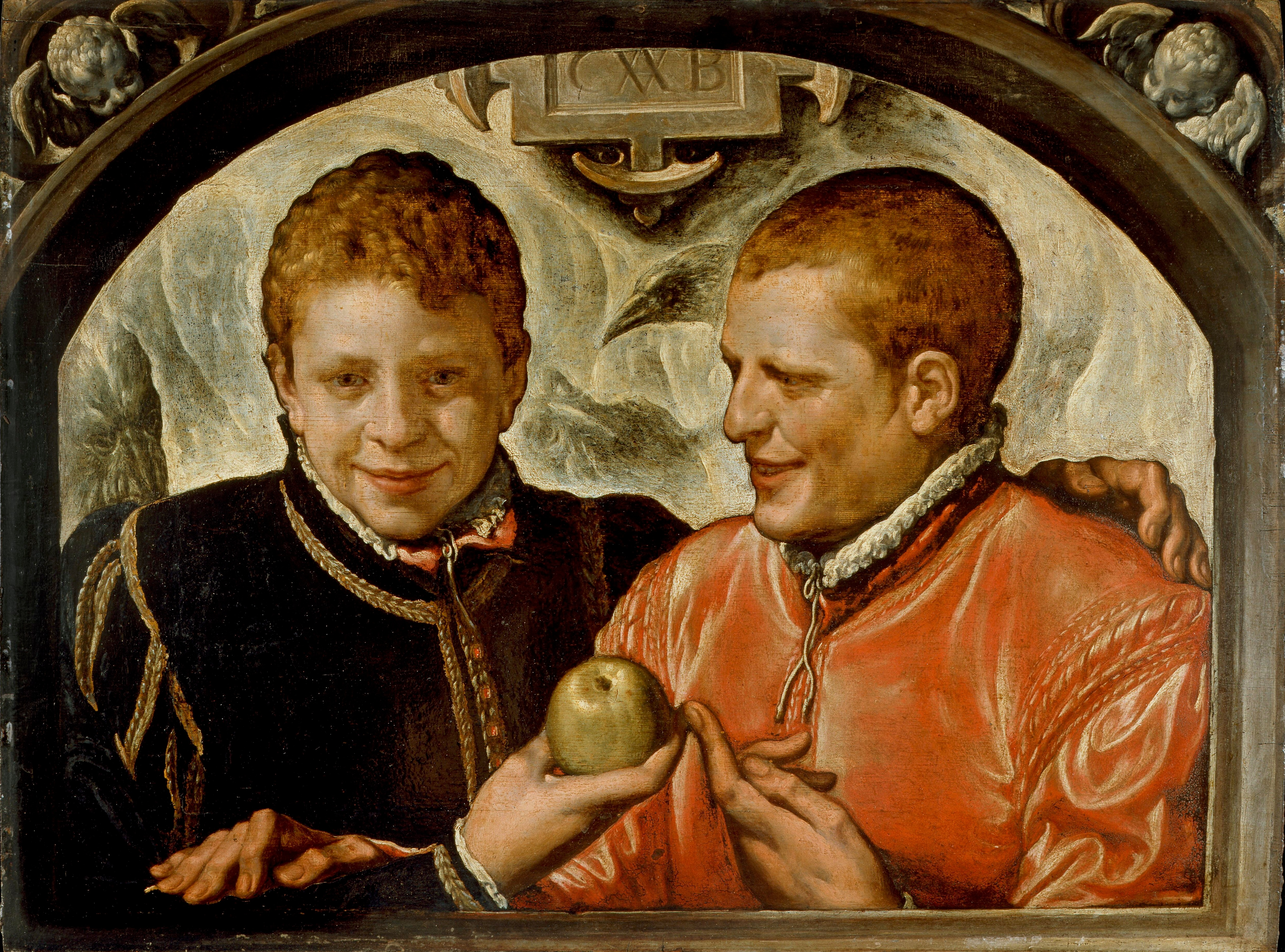
Deux jeunes hommes, Huile sur panneau, v. 1590, Fitzwilliam Museum, Cambridge.

Le symbolisme du tableau Deux jeunes hommes a été interprété comme représentant une relation sexuelle, ce que le Fitzwilliam Museum juge « peu probable », stipulant que les deux jeunes hommes sont plus susceptibles d’être frères, et que l’objet d’allusions symboliques du tableau est la mort, plutôt que la sexualité.

## Autres œuvres
- Le Jugement dernier, 1573 ;
- Allégorie de la mer (attribué) ;
- La Condamnation de Séleucus (attribué) ;
- Jésus guérissant un malade, 1577, Collection Royale, Londres ;
- Le Christ portant la Croix, 1576 ;
- Saint Jérôme dans le désert, encre sur papier, Courtauld Institute of Art ;
- Junon frappant Callisto, Paris, musée du Louvre département des Arts graphiques ;
- La Visitation, Paris, musée du Louvre département des Arts graphiques ;
- Les Quatre Évangélistes écrivant, Paris, musée du Louvre département des Arts graphiques ;
- L’Annonciation, Paris, musée du Louvre département des Arts graphiques ;
- L’offrande de Joachim refusée par le grand-prêtre, Paris, musée du Louvre département des Arts graphiques ;
- La Fuite en Égypte, Paris, musée du Louvre département des Arts graphiques ;
- La Résurrection de Lazare, Paris, musée du Louvre département des Arts graphiques ;
- La Sainte Famille et saint Jean-Baptiste servis par des anges, Paris, musée du Louvre département des Arts graphiques ;
- La trahison de Judas, Paris, musée du Louvre département des Arts graphiques ;
- Le Christ et la femme adultère, Paris, musée du Louvre département des Arts graphiques ;
- Le Christ et les enfants, Paris, musée du Louvre département des Arts graphiques ;
- Le Christ et les pèlerins d’Emmaüs, Paris, musée du Louvre département des Arts graphiques ;
- Le Christ source de vie, Rennes ; musée des beaux-arts ;
- Le peuple d’Israël se livrant à la prostitution avec les filles de Moab, Rennes ; musée des beaux-arts ;
- Les saints réunis aux cieux, avec au centre, l’Agneau pascal, Paris, musée du Louvre département des Arts graphiques ;
- Saint Jean-Baptiste prêchant, Paris, musée du Louvre département des Arts graphiques ;
- Tobie chez Raguel, père de Sara, Paris, musée du Louvre département des Arts graphiques.